# 仮面ライダーキバの登場キャラクター
仮面ライダーキバの登場キャラクター（かめんライダーキバのとうじょうキャラクター）では、特撮テレビドラマ『仮面ライダーキバ』、およびその関連作品に登場するキャラクターについて記述する。

## 現代編（2008年）の登場人物
紅 渡（）
演 - 瀬戸康史
仮面ライダーキバに変身する本作品の主人公。20歳。
演奏家の間では隠れた凄腕と称されるバイオリン職人で、父の音也が遺した名器「ブラッディローズ」を超えるバイオリンを作るために試行錯誤を繰り返している。生前に別れた音也の記憶はないが、母（真夜）からは「心清く誠実な人間だった」と聞かされて育ち、憧れの念を抱いている。落ち込むと一日に何度もお風呂に入る癖がある。
気弱で人見知りが激しく、普段は洋館に引きこもっているため、仕事は静香が斡旋するという形で成り立っている。他人との接触を極度に断ってきた「この世アレルギー」と錯覚したことで防護メガネやニット帽にマスク、コートなどの重装備で出掛け、いいニスの素材（焼き魚の骨など）を収集し、その材料を煮込むことで発生した悪臭により、不審がられており、近隣の住民からは「洋館に住む、お化け太郎」と呼ばれ変人扱いされている。人と接する機会が少なかったためか感情の起伏が激しく、深央に失恋したことを「そのおかげで成長できる」と前向きにとらえて上機嫌になったり、逆に心が傷つくと直ぐに塞ぎこんでしまう。また相手への気を使った発言が、逆に裏目に出ることもある。
音也と真夜の間に生まれた人間とファンガイアのハーフで、真夜から「黄金のキバ」の鎧とキャッスルドランを授かっている。高い潜在能力に加え「人の心の音楽」を聞き取って居場所を突き止めるなど、超人的な力を秘めているが、渡自身はそれが特殊な力であることを当初は認識しておらず、戦いも「ブラッディローズ」に音也が込めた祈りに従って本能的に行っているだけで、なぜ自分がファンガイアと戦うのかは本人も解っていなかった。だが、外の世界と関わることでその厳しさに晒されつつも、戦いや恵、名護たちとの交流を通して人間的に少しずつ成長、後に「人の音楽を守りたい」という音也の思いと自分自身の望みを自覚、確固たる信念のもとに戦いに身を投じることとなる。
当初は自分の出自を知らなかったが、後に太牙から母と自分の正体について聞かされ、その立場から両種族の共存を望み、青空の会のメンバーに事実を告白する。一時は敵視されるも、嶋が考え直したことにより会の正式な協力者となるが、愛する深央を殺した（と思い込んだ）ことで再び絶望してしまう。それを案じた次狼の手で過去へ飛ばされたことで音也と邂逅、文字通り命を削って戦う彼と共闘することで精神的に大きな成長を遂げる。その後は生身でもファンガイアを撃退させるなど、身体能力も大幅に向上している模様。
現代へ帰還直後、突然性格が豹変し、新たなキングを襲名する。しかし、それは本来のキングである太牙の命を狙うビショップや、その混乱に乗じてキングの座を奪おうと目論むファンガイアの一団から太牙を守るための芝居であった。
最終話（FINALE）でその真相を嶋から聞かされた太牙と和解した直後、ビショップの最後の力によって復活した再生バットファンガイアに襲撃されるが、太牙と力を合わせこれを撃退し兄弟の仲を修復して、人類とファンガイアとの共存に向けた新しい未来への第一歩を歩み出させることに成功する。
『クライマックス刑事』では、バイオリン製作のためのニスを掘り出していたところを良太郎たちに遭遇、持っていたニスの異常な臭いで良太郎や鈴木一哉にネガタロス軍団（仮）の一味と勘違いされてしまうが、モモタロスとウラタロスの乱入によって、誤解が解ける。ネガタロス軍団（仮）のアジトに関する情報を良太郎たちに教え、その後ファンガイア軍団の存在を感知し、ネガ電王に苦戦する電王たちの前にキバに変身して現れる。
『仮面ライダーディケイド』では、本作品（『キバ』本編）より数年後の渡が登場しており、性格も少し大人びている。第1話で門矢士に旅を始めさせ、第31話ではその旅の結果が自身の思惑と違ったため、士を倒そうとする。『W&ディケイド』の『ディケイド 完結編』では、士の使命「“破壊”による世界の“再生”」について語り、使命を完遂したディケイドにはもう歩むべき“物語”が存在しないという事実を夏海たちに告げる。

名護 啓介（）
演 - 加藤慶祐
現代編での仮面ライダーイクサの主要装着者。22歳。
「素晴らしき青空の会」のメンバーで、ファンガイアに限らず世界中の指名手配犯を追って賞金を稼いでいるバウンティハンター。賞金は全額恵まれない子供たちに寄付し、その代わりに捕まえた被疑者の衣服から必ずボタンを記念に取って保存する。「……なさい」が口癖で変身時の台詞は「その命、神に返しなさい！」。物語終盤では変身時や必殺技発動時に、「イクサ、爆現！」の決め台詞も用いるようになる。
自分が「罪」とみなした存在を決して許さず立ち向かう異常に強い絶対正義を理想に掲げているが、その「罪」の基準は非常に主観的であり、どんな些細な間違いであろうと故意・過失関係なく否定する。その信念から代議士だった父の啓一ですら、わずかな書類上のミスを汚職として告発し自殺に追い込んだ過去があり、その際の父との衝突がボタンを収集する行動につながっており、時には被疑者を確保せずにボタンのみを収集する場合もある。
一見すると強く高潔な人物であり、渡や健吾からも理想の父親像を重ねて「師匠」と尊敬されたほどだが、その実「弱い者の上に立って気持ちよくなりたいだけ」と恵に指摘されるように、非常に慇懃無礼な面があり、自分より弱いと見た者は見下しがち。他者の価値観を決して認めず、己の正義と力こそが絶対と信じ、それを崩されたり指摘されると極端に取り乱す悪癖がある。そうした本性から、恵からは当初は白眼視され、渡からも一時期愛想を尽かされた上で距離を置かれ、健吾からも性格が変貌した際には一際恨まれることとなる。また、生真面目すぎる性格ゆえに酒や音楽などの娯楽物を毛嫌いしており、やや世間の常識からずれた行動をすることもあり、合コンを毛嫌いするほど女性に対しては潔癖であり、恋愛経験もなかった。しかし青空の会存続の危機に陥った際、次狼によって1986年に連れて行かれ、過去で出会った音也や真夜に感化されたことで心に余裕ができ、段々と温厚でノリのいい性格になっていき、渡の家の風呂に勝手に上がりこんでくるなど音也を思わせる図々しくもコミカルな言動（本人曰く「遊び心」）を見せたり、一時的とはいえ自分からイクサの装着権を奪った健吾や、ファンガイアにされてしまった嶋に対してもその身を案じるなど、他者にも目を向けるようになっていく。
当初はキバを「人類の敵」と考え、ファンガイア以上に憎み、激しい敵対心から卑怯な手を使っても倒そうと画策するが、上記の心境の変化から、渡がキバであることやその出自を知った時も「彼ならば人類の敵になる心配はない」と渡を信じることを選択し、共に戦うこととなる。その後、嶋の意思を継ぎ「素晴らしき青空の会」を理想の組織にしようとするが、ビショップから恵をかばった際の傷により、視力低下の兆候が表れはじめる。しかし、恵のサポートによりビショップを撃破すると、それが回復する。そして、恵の優しさに触れて結ばれる。
『戦国MOVIE大合戦』では、名護にそっくりなキバ軍武将が登場している。

麻生 恵（）
演 - 柳沢なな
1987年12月29日生まれ（山羊座）の21歳。血液型はAB型。身長165センチメートル、スリーサイズは上から84、58、88。ファンガイアハンター組織「素晴らしき青空の会」の一員で、普段はファッションモデルをしているが、定食屋「お食事処井上」の焼き魚定食を好む。ゆり同様、犬が苦手。ファンガイアバスターという小型のボウガン形の暗器を武器に使う。
気性が激しく社交的かつ勝ち気な性格で面倒見がいいため、家に篭もりがちな渡を見とがめ、社会に出るようしばしば叱咤する。渡に関しては当初はお姉さん的態度を取り、「君」と呼ぶが、その後は普通に「渡君」と話している。母のゆりを尊敬し、ハンターとして彼女の遺志を継ごうと努力を重ねており、その思いから自分の正義のために自分の親を平然と死に追いやった名護を「偽善者」として嫌っている（ただし実力は評価している）。そのため、渡があれこれ世話を焼こうとする自分よりも名護を頼るようになった時は、憮然としてしまったこともある。実家は呉服屋で光秀という弟がおり、本来は彼がゆりの後を継ぎハンターになるはずだったが、戦う意思のなかった弟に代わりハンターになった。それゆえ、「母の後を継ぐ」という戦士としての意識は非常に強く、イクサシステムの着用を望んでおり、第31話のルーク戦でイクサに変身し、ルークを撃破した。劇場版ではゆりと共にイクサに変身している。
終盤、視力低下により戦意喪失した名護を説得し、リハビリさせる。そして名護の必死な姿を再認識する。ビショップとの死闘の末結ばれ、その後結婚する。また、結婚式の最中にネオファンガイアが襲来した際、ファンガイアバスターを取り出して戦おうとするが嶋らに止められている。

野村 静香（）
演 - 小池里奈
渡にバイオリンを習うため、彼の住む洋館に出入りする中学生。14歳。
誰に対してもはっきりと物を言う常識的で礼儀正しいしっかり者。「渡のお母さん」を自称しており、あまりにも社交性のない渡を社会に順応させようと、バイオリン職人としての仕事を斡旋するなど積極的に世話を焼いている。渡を思いやるあまりに少々過保護な面があり、それを恵に指摘されたときには涙ぐむなど、素顔は歳相応の少女である。また、かなり嫉妬深い。キバやファンガイアのことは物語終盤まで知らずにいるが、キバットの存在は認知しており、突如現れたタツロットもあっさり受け入れている。
「嵐を呼ぶドラマー」の異名を持つなど実はドラムが得意という隠れた一面を持っており、渡と共々健吾のバンド「イケメンズ」に補充メンバーとして加入した時は、ドラマーとして健吾にも太鼓判を押されたことがある。
『クライマックス刑事』では、渡と共に公園に埋めたニスを探していた。モモタロスに憑依された渡を見て、いつもの彼らしからぬ一面に驚愕する。

襟立 健吾（）
演 - 熊井幸平
メジャーデビューし「俺のロックで世界中の人間をジンジン言わせる」ことを夢見るロックンローラー。21歳。関西弁で、得意料理はお好み焼き。バンド「イケメンズ」を結成し、ひたすらメジャーデビューを目指して夢を追い続けていたが、その強引な性格が災いして初ライブを前に愛想を尽かした他のバンドメンバーに逃げられて解散して困っていた。後にロックに興味を持った渡と偶然知り合い、意気投合して親友になる。パートはギタリスト。
考えるより先にその場の感情で動いてしまうタイプで、それにより強引かつ自己中心的な言動も多い。しかし、興奮がおさまれば思慮分別をわきまえた行動が必ずでき、その実は気のいい好漢である。また音楽に賭ける情熱は渡にも引けを取らないほど強く、それゆえにジャンルこそ違うが渡の腕や夢についても高い評価をしている。
自分が良いと思ったものを何でもロックにこじつけて解釈する癖があり、キバや名護＝イクサに命を救われたことで彼らを勝手に崇拝し、名護に強引に弟子入りする。その縁から「素晴らしき青空の会」の臨時会員となるが、シケーダファンガイアとの戦いによる指の負傷でギターを弾けなくなり、それを隠そうとした渡や自分に関心を示さず突き放した名護とも絶交してしまう。
絶望し泣き崩れていたところを嶋に拾われ、戦士としての訓練を受け、名護以上の戦闘能力を獲得すると、髪型を変えて正式な青空の会のメンバーとなる。その性格は以前とはうってかわって、渡や名護に対し、罵倒したり暴力を振るうなど排他的かつ好戦的となってしまう。口調も冷徹で、標準語になっている。後に名護に代わって一時的にイクサの装着者となるも、自制心が欠如していた点と慢心、そのことを全く反省しなかったことから嶋にも見限られてしまう。ロック好きを自称していながら実は自分にはギターの才能が無いと感じていたらしく、怪我を口実に出来たことを喜んだ上で戦士になっていたらしい。それにより自分が間違っていたことを知り、ビショップに苦戦していた名護を救出した後、渡にそれまでの行いを謝罪して友情を取り戻し、素直に名護へイクサの装着権を返す。
その後は名護たちと共に渡の助命を嶋に懇願したり、再び関西弁を使うようになるなど、すっかり元の性格に戻るが、髪型だけは以後もそのままにしている。
イクサの装着権を名護に返してからは、嶋の秘書（雑用係）的な仕事をしつつ、もう一度ギターを弾くためにリハビリを続けており、終盤ではだいぶ回復しつつある。
- 第12話の演奏シーンでは、矢沢永吉の動きを取り入れている。

キバットバットIII世（）
- 声 - 杉田智和

キバット族の名門・キバットバット家の3代目を名乗るコウモリ型モンスター。通称キバット。額の碧の魔皇石は代々キバットバット家に受け継がれているものである。渡に噛みつくことでキバに変身する力を与える。普段は渡の作業場の中にあるバイオリン型の巣箱の中に居る。「キバっていくぜ！」が決め台詞。
人の頭程度のサイズだが、アームズモンスターには闇の盟約を結ばせて封じ込め、巨大なドラン族モンスターを封印の呪術で使役するなど、その力は未知数。戦闘時にはアームズモンスターや渡自身の活性化した魔皇力の暴走を防ぐため、キバットベルトから魔皇力の制御を行う役割を果たし、必殺技時にはアームズモンスターに噛み付くことでアクティブフォースを注入する。また猛スピードと鋭い爪を活かして白兵戦もこなし、時にはベルトから離れて自らファンガイアに戦いを挑む。さらにフエッスルを引き鳴らしたり敵の武器に噛みついて奪取するなど、キバの戦闘においてはなくてはならない存在。
プライドが高い気取り屋だが悪い性格ではなく、基本的に軽妙な語り口で場を和ませる。渡にとっては兄のような口調で全く気兼ねせず自由に会話ができる数少ない相手であり、主に風呂場でしばしば話し込んでいる。ヨーロッパの芸術文化に詳しく、毎回アバンタイトルのナレーションで薀蓄を披露している。本人は特に「描く肖像画の首が長くて噛み易そう」という理由でアメデオ・モディリアーニが描いたジャンヌの肖像がタイプで、それに似ている恵のことを気に入っている。また、時にアニメの人物や著名人のセリフを引用することもある。モンスターには珍しく人間に対しては世話好きであり、渡や静香とも仲が良く、恵のことも「モジリアーニの姉ちゃん」として好んでいる。
『クライマックス刑事』では、ネガ電王の攻撃に苦戦する電王を助けるために、ネガ電王に体当たりする。
同時上映された短編『モモタロスのキバっていくぜ!』では読み手を務めているが、ことあるごとにモモタロスたちに邪魔され、キレてモモタロスの頭に噛み付き、適応できない身体に無理やり魔皇力を注入する。

魔皇竜タツロット（）
- 声 - 石田彰

小型のドラン族モンスター「ゴルディ・ワイバーン」をベースにした、黄金色の龍の改造モンスター。キバの鎧を拘束する全ての封印の鎖・カテナを解き放ち、キバをエンペラーフォームへとファイナルウエイクアップ（究極覚醒）させる禁断のキーとしての役割を果たす。キャッスルドランの中で眠っていたが、キバの適格者である渡の感情の高ぶりに呼応して覚醒する。その後はキバットとともに紅家に居候している。タツロットフエッスルによって召喚することができるが、タツロット本人の意思で勝手に出てくることが多い。よってアームズモンスターと違い、キバとキバットがフエッスルを吹けない状況でも駆けつけることが出来る。「びゅんびゅーん！」または「テンション、フォルテッシモ！」が決め台詞。
戦闘時はエンペラーフォームとなったキバの左腕に出現した真紅の止まり木・パワールーストに止まっているが、尾部のアームズコネクターによって武器形態のアームズモンスターにコネクトすることも可能。背面には特殊な回転盤・インペリアルスロットが装備されており、キバが頭部の角・ホーントリガーを引くことでスロットを回転、出現した図柄によってキバやモンスターアームズのいずれかに増幅魔皇力を注入し、強化必殺技のフィーバー技を発動させることが可能。また、口内にある銃口・マウスマズルからは、7,000℃の高熱火炎や増幅魔皇力によるエネルギー弾を発射する。登場時には、キバットを遥かに凌ぐ高速で飛翔し、両翼のタツロットウイングで敵を斬りつける技であるタツロットカッターによってキバをサポートする。
他者に対しては常に丁寧語で話すが、常にやたらとハイテンションなお調子者。キバット同様人間に対しても好意的で、渡とはキバットと共に風呂場でしばしば話し込むようになる。
タツロットのスロット音声は後に『ガンバライド』で流用されている。

## 過去編（1986年）の登場人物
紅 音也（）
演 - 武田航平
過去編の主人公で渡の父。音楽と女性をこよなく愛する1000年に1度と評される技量を持つ天才バイオリニスト。24歳（1962年10月8日生まれ）。
過去編での仮面ライダーイクサの主要装着者。
性格はキザかつ底抜けの自信家だが、そのバイオリンの腕は天才的で、聴く者全ての心を奪う。対象年齢を問わずに、全ての女性のタイプに対応できると豪語するなど、かなりのフェミニストで、女性を見れば見境なく声をかけるが、連れている女より好みのタイプの女を見つけると、さっさと捨ててそっちを口説きにかかるという移り気で気まぐれを起こしやすい。さらに毎晩豪遊しては自分の演奏を聞かせて代金を踏み倒すという、非常にデタラメな私生活を送っており、他人に迷惑をかけてもどこ吹く風、己の欲望のままに生きている常識にとらわれない奔放かついい加減な男。そのため、音也の素行の悪さによって人生を狂わされた者は数え切れないほどいる。しかし本気で惚れた女や音楽に対しては真摯であり、「人の心は音楽を奏でている」と語り、音楽を冒瀆する者には激しい怒りを見せる。またファンガイアに遭遇しても、大切なもののためならば全くひるまず立ち向かう強い心も持つ。また、全編通して男への対応は女性に比べて大分いい加減なところがあるが、短いながら濃い付き合いのある次狼は悪友のように感じていた模様。実際、目の前で彼がキングに封印された際は、押し留める真夜を突き飛ばし単身向かっていった。また、過去に飛んできた渡にも、実子であると分かってからは彼なりに「親」として接している。オムライスが好き。糸コンニャクと自分にたてつく男やアホなガキが嫌いで、コーヒーが苦手。またカナヅチでもある。
偶然遭遇したゆりに惚れ、しつこくつきまとって口説くが全く相手にされない。そんな中、ファンガイアや「素晴らしき青空の会」の存在を知り、ゆりの傍にいたいがために青空の会への入会を希望するも失敗する。ある日、入会に成功した次狼の正体と野望を知り、ゆりを守るために単身戦いを挑む。彼の優しさは遂にゆりの心を開くことに成功し、ゆりの心が離れたことで彼女の前から去った次狼に代わって正式に「素晴らしき青空の会」のイクサ装着者となる。また、次狼ともルークとの戦いで強い友情で結ばれるようになる。
ゆりと同棲生活を送るようになるが、音楽を通して音也を理解した真夜と深く愛し合うようになり、共に最高のバイオリン「ブラッディローズ」を製作する。しかしそれに憤ったキングに命を狙われることとなり、キャッスルドランに幽閉されライフエナジーを吸い尽くされそうになるが、真夜とゆりによって救われる。その後、ゆりに別れを告げられ、キングから次狼や真夜・太牙親子を救うために戦うべく、キバットバットII世の力を借りダークキバに変身し、それによってライフエナジーを失いながらも強靭な精神力で命を繋ぎ、時空を超えて現れた渡とともに戦い抜き、辛くも勝利を収める。その後、真夜との間に渡を儲け、ゆりの前に現れ、「お前は笑顔が一番似合う」と遺言のような言葉を残し、次狼らにこれから生まれてくる渡を守るように託した後、真夜の膝の上で眠るように息を引き取る（死亡直前に次狼らに会った段階で、すでに幽霊のような演出がなされている）。
その性格上、彼によって人生を狂わされた人間もいれば改心するファンガイアもいるなど、良し悪しは別としてその存在が周囲の人物に何らかの影響を与えている。これらは連鎖的に息子の渡へと伝わり、彼の成長の要因となっている。
『クライマックス刑事』では、22年前の世界で一馬から聞き込みを受けている。
『仮面ライダーディケイド』の第20話・第21話では「ネガの世界」の管理者という別の世界の音也がダークキバに変身。性格は変わらないが、ダークライダーと呼ばれる悪の仮面ライダーたちを指揮する本当の極悪人として登場する。

麻生 ゆり（）
演 - 高橋優
1966年生まれの20歳。後に恵の母となる。「素晴らしき青空の会」に所属するファンガイアハンターであり、普段は「カフェ・マル・ダムール」のウェイトレスをしている。生身でありながらファンガイアに果敢に挑み、イクサ完成以前は対ファンガイア最強の戦士でサーベル状の暗器・ファンガイアスレイヤーを武器に戦う。2年前の1984年、イクサシステムの開発者であった母の茜をルークに殺されており、それによりイクサを装着してのファンガイア討伐を強く望むも、イクサのロールアウト後はシステムの副作用から装着者には選ばれなかった。第31話でイクサに変身し、その後も何度か変身している。
男勝りな口調で職務に対しては非常にストイックだが、好きな男性の前では女言葉になるなど、心やさしい女性。生後数か月のブルマンにすら近づけないほどの犬嫌いだったが、終盤で克服している。またルークのことになると冷静さを失い、周りが見えなくなることがある。
音也とは対照的に、自分の弾いたバイオリンが下手であることにも気づかないなど音楽に対する感性は乏しく、また結婚などの女性としての幸せを求める一面もある。
任務中に偶然出会った音也に惚れられてつきまとわれ、当初は自堕落な音也を毛嫌って常に冷たくあしらう一方で次狼の強さに心惹かれ、彼の正体を知らぬまま恋人関係となる。しかしその後、音也の優しさに惹かれていき、その正体を知った次狼と別れ、1986年8月10日に音也と交際・同棲を開始する。後に音也やアームズモンスターらの協力でルークを倒すことに成功する。順風満帆に行くかと思われた2人の関係であったが、音也が次第にファンガイアである真夜に魅入られていく様子を見て心をかき乱されていくも、結局2人の嘘偽りない愛を知って最後は自ら身を引く。過去にやって来た渡から、音也と真夜の仲を裂くことで未来を変えて自分の存在を消し、深央の死も消そうとしていることを聞かされた際には、音也を愛した者だからこそ言える言葉で渡を諭し、彼の考えを改めさせる。
過去のファンガイアの騒動が終結した後、呉服屋の男性と結婚し、2008年時点では故人となっているが、死因など詳しい詳細は語られていない。

## 現代編・過去編共通の登場人物
木戸 明（）
演 - 木下ほうか
「素晴らしき青空の会」の溜り場でもある喫茶店である「カフェ・マル・ダムール」のオーナー。元々老け顔なので現代・過去両編で容姿はあまり変わらず、それぞれにおいての差異はかけている眼鏡のみ。現代編では55歳、過去編では33歳。
コーヒーのブレンドの腕は一流で、次狼が対価として1万円札を差し出すほど。過去・現在編通してラブラドール・レトリバーのブルマンを飼っている。太りにくい体質で、嶋とは22年前から毎日体脂肪率を測って競争をしているが、本人は恰幅のいい中年男性に憧れている。
普段は温厚な性格だが、「飲み残したらシバく」とまで言い切るほどコーヒーにはこだわりを持っている。しかし基本的にお人好しなので、コーヒーを飲まないながらもよく訪れる音也に関しては「ツケ」させているほどの優しさを持つ。おニャン子クラブの大ファンであるため過去編ではおニャン子関連の楽曲を喫茶店の店内放送でよく流しており、特に山本スーザン久美子の大ファン。
最終話（FINALE）で風邪を引き、名護と恵の結婚式には出席出来なかったが、大量のプレゼントを嶋と健吾に託した。

嶋 護（）
演 - 金山一彦
「素晴らしき青空の会」の会長。過去編では長髪。現代編では短髪。現代編では55歳、過去編では33歳。
カフェ・マル・ダムールの常連。現代編では過去編ほどマル・ダムールには立ち寄らず、ほとんどの時間をスポーツジムにこもって筋トレに費やしている。キバに対しては「ファンガイア以上の危険な存在」になる可能性もあると考えているが、序盤では静観している。
自分の非を省みず独善的な行動をとり続ける名護が、イクサシステムの装着者であることに危険を感じ取り、イクサシステムを託せないと厳しく非難するが、彼が自分の問題点を自覚し、涙しながら謝罪したことで許す。その後、絶望に満ちた健吾を拾い、「素晴らしき青空の会」の戦士として育てる。だが彼がチェックメイトフォーに敗れると、かつての名護と同様に自らの非を認めないなどの理由から解雇宣告をする。
太牙の育ての親でもあり、人間とファンガイアとの共存の希望として彼に期待するが、結局はファンガイアである太牙を信じることができずに不信を買い、太牙の襲撃を受け決別する。以来両者とも愛憎入り混じった感情を抱いている。そのため、人間とファンガイアの共存は不可能と確信しており、渡にその血が流れていることを知ると態度を豹変させ、部下に排除命令を下し、太牙に共闘を持ちかけるが拒否される。しかし、部下たちの哀願により考えを改め、人間である証としてオムライスを渡のために作り、「もし君がファンガイアなら抹殺する」と宣言する。
後に太牙の策略によって、サンゲイザーファンガイアと融合させられてしまう。自らがファンガイアとなってしまったことに悩み、名護に自分を殺すように頼むも拒否される。渡にそれまでの行いを謝罪した後、サガとの死闘の末にジャコーダービュートによって腹部を貫かれ、敗北する。死亡したと思われていたが、実は急所を外した太牙に救助され、再手術でファンガイアと分離される。このことから嶋は、太牙に優しさが残っていると確信し、渡に太牙を救うよう頼む。
終盤では事前に渡から、太牙を守るために自分がキングを名乗り出ることを聞かされていたため、最終話（FINALE）で渡と決着をつけようとしていた太牙に渡の本音を話し、兄弟を和解させる。

キバットバットII世（）
- 声 - 杉田智和

キバットバットIII世の父で、キバットバット家の2代目を名乗るコウモリのモンスター。通称キバットII世。基本カラーは黒と赤。元々キバットバット家はファンガイアのキング、クイーンに仕える家系であるため、クイーンの命によって「闇のキバ」の適格者であるキングに付き従い、ダークキバに変身する力を与える。息子以上に魔皇力を引き出し、コントロールすることが可能。口癖は「ありがたく思え！」、決め台詞は「絶滅タイムだ！」。音也曰く「蝙蝠もどき」。息子であるキバットIII世からは「父ちゃん」と呼ばれている。
陽気な息子とは違い、クールかつ厳格な性格。自分の使命に命を賭ける高いプライドを持ち、他種族のモンスターを見下している節がある。一方で未来から来た息子のIII世をあっさりと受け入れるなど、決して融通が利かないわけではない。キング、クイーンとは明確な主従関係というわけではなく、特に真夜とは友情のようなもので結ばれている。そのため、真夜に対するキングの非道な仕打ちから音也に寝返り、音也に闇のキバの鎧の力を取引する。
現代編では「今まで見たことの無い悲しみ」を見せた太牙を資格者として認め、彼に闇のキバの力を授ける。
過去編、現代編共に、かつての主であるキングの変身体であるバットファンガイアとの戦いに投じるキバ、ダークキバに息子と共にそれぞれ力を貸すことになる。

### アームズモンスター
キバに使役される3体のモンスター。全員がファンガイアとは異なる種族で、キバットと異なり普段はそれぞれ固有の人間態をとっている。元々はファンガイア同様、人間のライフエナジーを糧とするモンスターであるが、それぞれの種族はファンガイアによって滅ぼされており、彼らが最後の生き残りである。
過去編（1986年時点）では人間社会に溶け込んで生活していた。中盤でキングに目を付けられ、音也を殺すことを条件に見逃してもらう約束をする。しかし、本人たちの気付かぬうちに音也との友情が厚くなっており、躊躇して失敗、キングに彫像態として封印されてしまう。後に音也によって救出されるが、キングによって凶暴化させられたキャッスルドランを鎮めるため、ドランに留まる形で幽閉されることとなり、ダークキバに変身したことで死にゆく音也と「後に生まれる息子＝渡を守る」という約束を交わす。
現代編では、エネルギー蓄積兼防御形態である彫像態、武器形態の2つに変身する能力を半強制的に付加される「闇の盟約」をキバットと結び、それに従ってそれぞれに対応したフエッスルで召喚された者のみが、キバの戦力として外出することを許されている。また、キングに封印された拘束の証として身体の一部には拘束具が付いている。召喚された際は彫像態でドランから射出され、武器形態へとメタモルフォーゼすることでキバをフォームチェンジさせる。
彼らの会話によれば、城の主＝渡が死ねば役割からは解放されるらしいが、次狼は音也との約束を守るため、それを好しとしていない。また、過去編と現代編で拘束具のような鎖のパーツがついているなど若干外見に違いがある。各自の怪人態には、中世の美術様式が個別に取り入れられており、公式読本などでも言及されている。
最終話（FINALE）では幽閉状態から解放され、ビショップ率いるファンガイアの軍勢との戦いで渡に加勢したり、名護と恵の結婚式に出席している。
『超・電王』では、「電王の世界」の昭和10年の時代の住人として登場しており、仮面ライダー電王に協力する3体のイマジンたちにとり憑かれ、彼らとの騒動に巻き込まれる。また、全員がモンスターであるためか、イマジンの憑依は悪く、ちょっとの拍子で憑依が解けてしまう。
- 原案デザインはPLEXが担当し、それをベースに篠原がファンガイアとのテイストの擦り合わせでデザインし直している[5]。

次狼（）
演 - 松田賢二
ルーク＝ライオンファンガイアによって滅ぼされたウルフェン族最強の戦士にして最後の生き残りで、3体のリーダー的存在。普段はワイルドな風貌の青年の外見をとっている。現代編ではタキシードを着崩しキャッスルドランに幽閉され、他の2体とともに延々と暇潰しのゲームに興じている。幽閉されている立場であるが、「時の扉」を独断で使用するなど、ある程度の権限はもっている。それらの行動は上記の「約束」に関係しており、「素晴らしき青空の会」の存続を目的としている。また、一時的に外の世界に出て干渉することも可能。人間より嗅覚が発達しており、遠く離れた特定の人間の匂いも嗅ぎ分けてしまう。音也からはその正体から「子犬」、「ワンちゃん」と呼ばれている。
基本的に態度や口調はクールだが、気に入らない相手には口より先に手が出るタイプ。また自分の障害となる音也と共闘を提案するなど、目的のためなら自分のプライドも厭わない。コーヒーが大好物で並々ならぬこだわりを持っており、口に合わないコーヒーには決して金を払おうとしないが、認めたコーヒーには高い金を平気で支払う。また美味いコーヒーを飲んだ人間のライフエナジーをも好物とする。
過去編では一族を再興させることに執念を燃やし、人間と交わることにより種族を増やそうとしていた。「カフェ・マル・ダムール」のブレンドコーヒーに心酔して常連客となり、一方で同じく常連客を好んで密かに襲っていた。それをきっかけに「素晴らしき青空の会」と関わるようになり、ゆり・嶋に高い戦闘能力を買われ正式会員となる。嶋からイクサシステムを授かることでファンガイアに対抗し、自分に好意を寄せるゆりを、ウルフェンの子孫を産ませるに相応しい強さを持つ女と見込んで籠絡しようと画策するが、ゆりの心が音也へと移っていったことで失敗。ゆりの前で正体を明かし、2人とも殺害しようとするが躊躇して未遂に終わり、音也たちの前から姿を消し、イクサナックルも嶋に返却する。その後、ルーク打倒のために彼らと再会するが、やや性格が丸くなり、何度も殺そうとした音也とはケンカ仲間のような関係となり、彼とゆりの距離に気を遣うようになる。
終盤で死が近づいた音也から、後に生まれてくる渡のことを託され、その際は「食っちまうかもな」と冗談を言うも、この時彼と交わした約束は後々もしっかりと守り通していく。
その約束の通り現代編においても、中盤から頻繁に外の世界に出て、渡を指導するなど積極的な行動が目立つようになる。なお、木戸と同じくおニャン子クラブの大ファンで、ファンクラブにも所属しており、中でも会員番号32番の山本スーザン久美子のファン。そのことになると普段の冷静さを失って興奮するというお茶目な一面もある。
ゆりの娘である恵に思うところがあるのか、最終話（FINALE）での彼女と名護の結婚式での誓いのキスの場面で、思わずガルルに変身しようとして力に止められている。
『超・電王』では、イマジンたちがたまたま分離した際、怪しい彼らを警戒してガルルになろうとするも、その場の騒ぎにより未遂に終わる。劇中で次狼は「俺はウルフェン族最後の生き残り…」と言いかけるが、原典の『キバ』本編でウルフェン族がファンガイアに滅ぼされたのは約50年後の1986年（昭和61年）ごろである。
- 衣装のサングラスは松田の自前である。

ガルル
次狼の本来の姿である青い狼男。鋭い爪と牙を武器とし、手の爪には引き裂いた人間からライフエナジーを分離させる効果がある。月の満ち欠けにより微妙に力の増減があり、満月の夜が最も力を発揮できる環境である。登場初期は、上記の通り音也の命を狙ったり、人間を襲うなど凶暴性が顕著になっていたが、後半では風呂場で号泣するなどコミカルな場面も存在する。現代編では、キングに封印された名残として両腕に鎖が巻かれている。
- ファンガイアのバロック調のデザインが、ファンガイアでは黒い部分に施されていたため、メインにして引き立てている。

ラモン
演 - 小越勇輝
127歳（過去編105歳）。マーマン族の最後の生き残り。普段はベレー帽を被り、スカーフを首に巻いたあどけない少年の外見をとっている。現代編ではセーラー服とハーフパンツを纏い、キャッスルドランに幽閉されている。22年経っても容姿は少年のままであり、100歳前後も年下のゆりや渡を「お姉ちゃん」「お兄ちゃん」と呼んでいる。無邪気で人懐っこい性格で「ねえ、ねえ」が口癖。しかし頭の回転が早い野心家であり、他の2体の前やバッシャーフォームでの戦闘中では余裕に満ちた態度をとる。
過去編では次狼と異なり、一族の運命については半ば諦めているような面を見せ、ファンガイアに自分が殺されて一族を完全に絶やさないよう、力とともに職を転々としながら人間社会に溶け込んで目立たないよう生活しており、積極的に一族復興を目指す次狼のことは一歩引いた目で見ている。だが、同じ境遇であるためか、彼の頼みことを引き受けたり、彼の行動に忠告したりしている。
- 衣装合わせでは燕尾服のような衣装であったが、伸び盛りであったことから1年間持たないだろうと思い、大きなサイズがあるセーラー服となった。

バッシャー
ラモンの本来の姿である緑色の半魚人。炸裂水弾を風船ガムのように膨らませて吐く能力を持ち、アクアフィールドを生成することが可能。また赤い瞳の奥には、暗闇でも標的を逃さないターゲットサイトが仕込まれており、狙った標的に対して照準を合わせる。ライフエナジーの摂取方法は不明。現代編では、キングに封印された名残として胸に赤い宝石が付いている。
- ガルルとは異なり、こちらはロココ調で描いている。デザイン画のままで造形したものの、鎧を身に付けているようなテイストになってしまったため、造形中に再修正稿が渡された。

力（）
演 - 滝川英治
フランケン族の最後の生き残り。普段は屈強な大男の外見をとっている。現代編では燕尾服を纏いキャッスルドランに幽閉されている。ラモンと行動を共にすることが多い。
他の2体に比べて人間社会に適応出来ておらず、人間の言葉をあまり覚えられていないため、ほとんど話さない（たまに喋っても片言）。しかし性格は純粋で表情は豊か。人間は単なる食料として割り切っており、合コンで出会った女性を狙うものの、ゆりには一目惚れするなど女性好きな一面もあり、後のルーク戦で共闘した音也らとは普通に友人として接するなど、一度親交を深めた人間には絶対に手は出さないという律義な一面がある。
また怪力を有しており、本来の姿に戻らずとも素手でチェスの駒を握りつぶすことが可能。首を捻ってボキボキと音を鳴らす癖がある。
過去編ではラモンとともにマッサージ師など職を転々としながら生活する。ファンガイアへの恨みは深いが、フランケン族を復興しようと女性に口説こうとしても、すぐ振られてその女性のライフエナジーを吸収してしまうため、ラモン同様一族復興に対しては積極的ではない。
- 現代編でキバに召喚されてキャッスルドランから飛び出す際の決めポーズは、次狼やラモンが飛び跳ねるというものを取り入れていたが、力には身軽な感じではなく、ドシっと構えたイメージであったため、ジャンプではなくそのまま走り去るものとなった。

ドッガ
力の本来の姿である紫色のフランケンシュタインの怪物。特別な武器・能力は持たないが、頑丈なボディと重戦車をも凌ぐ怪力を持っている。ライフエナジーは対象の口から直接吸い上げる。またそれとは別に落雷もエネルギーとしている。現代編では、キングに封印された名残として体中に鎖が巻かれている。イメージコンセプトはゴシック調。

## 未来からの登場人物
紅 正夫（）
演 - 武田航平
名護と恵の結婚式に突如現れた青年で、渡の息子らしい。顔は祖父の音也と瓜二つで、外見はギャル男風のチャラチャラした格好をしており、外見通りその言動も音也に輪をかけたようにとても軽い。渡を「パパン」、太牙を「おじさん」、音也は「じいちゃん」と呼んでいる。22年後の未来の危機を救うため、渡の元にタイムスリップしてやって来た。

キバットバットIV世
声 - 杉田智和
未来から正夫と共に来たキバット族。III世よりかなりな陽気な性格で、正夫をキバ（キバフォーム）に変身させる能力がある。口癖は「祭りだ祭りだ!!」。

## ファンガイア

### チェックメイトフォー
ファンガイア最強と呼ばれるにふさわしい4人の実力者たちの名称。名前の由来はチェスによる詰め「チェックメイト」から。かつてファンガイアが魔族の頂点に立つべく、種族の統率を図るために四天王制度を設立したのが始まり。それぞれ役割を持ち、その地位を代替わりによって永遠に継承していく。
4人は「キング」を頂点に同位置の「クイーン」、その下には側近の参謀である同格の「ビショップ」と護衛の「ルーク」。彼らに秘められた力は先天的なもので、常に一時代に一つしか存在しない。腕ないし手に「選ばれし者」の証である継承の紋章が発現した者が、適合者としてそれぞれの地位を継承する。人間態の時は手のどこかに自身の称号となる紋章が薔薇に飾られたデザインで刻まれ、怪人態では石膏像が体の一部になる。紋章の発現条件は「殺害されるなど継承者の命が途絶える」「外部からの力によって能力を取り出される」の2種類により次代の適合者へ継承されること。その基準は無作為で、継承の紋章を発現した者は、それを運命として本人の意思に関係なく、その地位を継承しなければならない（一族最高位にして大変に名誉ある神聖な称号であるため、拒絶することはほぼ死を意味し、一族の手によって処刑される運命をたどる）。
ルークとビショップは過去・現代ともに同一であるが、クイーンおよびキングは過去と現在で異なる。真名以外での人間名は明らかにされていない者が多く、称号で呼ばれる。
登 太牙（）
演 - 山本匠馬
年齢は22 - 23歳。過去編のキングと真夜との間に生まれた息子で渡の異父兄。現代編において「キング」の力と称号、そしてサガの鎧を受け継ぎ、歴代最高峰のキングとして祭り上げられる青年。第32話より登場。
サガへの変身時の台詞は「（貴様に）王の判決を言い渡す。死だ！」。紋章は左手の甲と掌に2つあり、普段は黒い革手袋でそれを隠している。ファンガイア態は登場しなかったが、怒ると複数の蛇のようなオーラを具現化させて相手を威嚇する。他のファンガイアと異なり、血の色が青い。
キングという立場に胡座をかくこともなく、「一族を守る」という使命感を強く、忠実に果たそうとする責任感の強い性格で、同族や部下に対しては基本的に冷徹な態度を見せる一方で、気を許した者には温和な物腰や優しさを見せることもできるが、その反面、親しい者たちへの愛情表現は不器用な上に半ば一方的なものであり、自分の考えや行動が最善であると信じて疑わないなど、父親譲りの独善性の強ささえも覗かせることもあり、結果的にそうした一面が、図らずも後述する自らや周囲へ不幸や災厄を招くこととなってしまう。
過去編ではキャッスルドラン内部で育てられた後、嶋の手により10代後半まで育てられる。「人間の進化（ファンガイアにとっての脅威の発生）の抑制」を使命としており、表向きは巨大投資企業「D&P」の若社長を務めているが、その実態は人類の進化に貢献させる新技術を葬るための組織であり、投資を求めてきた科学者などを抹殺することを任務とする。ただし、自分たちの利益になるならあえて放置（投資）することもある。基本的にその任務は配下のファンガイアに任せるが、対象がファンガイアである場合のみサガに変身して粛清する。
現在のクイーンである深央とは許婚の関係にあり、彼女に対して過保護な面を見せる。逆に一族の掟を破った自身の母親＝真夜に対しては愛憎入り混じった感情を見せる。
渡とは幼少時に一緒に遊んだ幼馴染であり、渡にとっては生まれて初めての友達であった。ある日突然彼の前から姿を消すが、数年後に偶然再会する。太牙自身も渡を人間であっても親友としてみなしており、久しく再会した現在でも互いに強い友情を抱き続けているが、後に渡の異父兄であることが判明する。渡に対しては弟として一族に迎え入れようとするが、人間は家畜や餌以下の存在としか見ておらず、人間との共存の提案を拒否する。
さらにはビショップに命じて渡の中のファンガイアの血を目覚めさせることで、無理矢理に彼と人間たちとの仲を引き裂こうとするなど、その一方的かつ強引な愛情表現が仇となり、自身の思惑とは真逆に渡や深央との間に少しずつ距離ができていくようになってしまう。一方では母親である真夜からもキングとして認められず、本来ならば父の息子として継承されるはずだったファンガイア王の証ザンバットソードが渡に継承されたこともあり、次第に周囲への疑心暗鬼や焦燥感に苛まれていくようになる。
終盤、嶋を騙してファンガイアにしてしまった一件から渡と仲違いを起こし、さらにその矢先にビショップの独断行為によって深央を喪ったことが決定打となり決裂、渡と全面的に対立することとなってしまう。
さらに先述の独断行為を打ち明けたビショップに激怒して壮絶な報復攻撃の末に追放処分を下したことで彼から反旗を翻されたり、それまでの度重なる敗北が原因で部下たちからも失望を買い、D&P社長の位をリコールされるなどしたことで、それまで統制していたはずのファンガイアたちからもその命を狙われるようになり、ついには過去から戻った渡に突如「キング」の称号を奪われる。何もかも失ってしまったその絶望から、終盤で真夜を襲ってダークキバの鎧を入手、新たなキングを名乗る渡に決闘を申し込んで戦うが、その最中に現れた嶋から、前述した渡の行動の本当の意図を聞かされたことで和解する。その直後に復活した再生バットファンガイアを2人の力を合わせて倒し、真夜が見守る中で渡との殴り合いに興じることで、兄弟の絆を取り戻す。
その後、再度D&Pの社長となり、ライフエナジーに代わる新エネルギーの開発を進めるなど、人間とファンガイアが共存できる世界の創造に努める。
仮面ライダーとしての専用バイクはないが、市販のバイク（ホンダ・DN-01）を移動手段として使用する。

キング（過去編）
演 - 新納慎也
過去編におけるキングにしてキバの継承者でもある太牙の父親。第36話より登場。
黒いコートに身を包んだロックミュージシャンのような風貌で、紋章は左手の甲と掌に2つあり、ここから赤い衝撃波を発する。また、彼が歩いた跡は地面が燃え上がる。一族の絶対者として皇帝の証である妖剣ザンバットソードを手に権勢を振るっていた。高慢かつ残忍な性格で、太牙を最高傑作と自負している。許婚である真夜に対しては独自の価値観での恋愛感情で接しているが、それを押し付ける傾向が強いためか、自分でも気付かぬうちに真夜との距離は離れている。
後に音也と真夜が愛し合うことに深い憤りを覚え、音也の命を狙う。そして真夜からファンガイアの力を奪うとともに、まだ赤ん坊であった太牙を人質に音也と離れることを迫る。しかし、「キングが真夜にしたことが気に入らない」という理由でキバットバットII世に離反されてダークキバとしての力を失い、音也の変身したダークキバと、時空を超えて現れたキバの2人と死闘を繰り広げた末、両仮面ライダーの必殺技を同時に受け敗北する。最期は真夜を道連れにしようとするが、放った攻撃をキングとして覚醒した太牙に跳ね返され、それが致命傷となるも、新たなキングの誕生を喜びつつ消滅する。

バットファンガイア
ファンガイアの頂点に君臨するファンガイアの皇帝キングの本来の姿であり、ビーストクラスに属するファンガイアの世界で最も強いとされるコウモリを彷彿させる一族最強のファンガイア。真名は「暁が眠る、素晴らしき物語の果て」。
基本的にはダークキバに変身して戦うと共に、ダークキバの鎧を纏わない人間態でも十分強いため、この姿に変身することは稀。ゆえにバットファンガイアの姿を見た者は、その瞬間に命を落とすという結末を迎えることになるとされる。
一族最強に相応しい戦闘力と、キバとダークキバの必殺技を同時に受けても耐えるほどの生命力を持つ。音也の変身するダークキバの変身を解除させる威力を持つ、赤いエネルギー刃を飛ばす両腕の長髪のアゴヒゲのある老人の男性の顔のレリーフを持つ盾バックラーと、胸から発する強力な竜巻状の赤い衝撃波を武器としている。サバト召喚能力も持つ。
- デザインモチーフは鳥の骨およびモモタロス。最後に登場するため、コウモリがモチーフとなった。他のファンガイアには入っていない赤をベースに入れている。

バットファンガイア・リボーン（再生バットファンガイア）
声 - 酒井敬幸
ビショップが集めた大量のライフエナジーと、ビショップ自身のライフエナジーを受けて現代に復活したバットファンガイア。頭部および顔の形状が過去編とは異なっている。破壊衝動を持つのみで、生前の自我を失っており、大きな咆哮を上げるのみで言葉は発しない。
ビショップのライフエナジーを受けたためか、戦闘能力は以前よりもアップしており、試練によりパワーアップした渡が変身したキバエンペラーフォームと同じく太牙が変身してパワーアップしたダークキバを圧倒し、一度は変身解除に追い込むほど。だが、最後は兄弟の力を合わせた連携によりキバエンペラーフォームのエンペラームーンブレイクとスネーキングデスブレイク（ダークキバ版）により滅び去る。
過去編よりも強化された全身から発する赤いエネルギー波や、両腕からエネルギー刃を武器にしている。
『劇場版ディケイド』では、大ショッカーの怪人として登場。『スーパーヒーロー大戦』では、大ショッカーの幹部として登場。『スーパーヒーロー大戦Z』では、スペースショッカーの怪人として登場。
- 人間から外れた動物っぽい感じの顔となっている。

鈴木 深央（）
演 - 芳賀優里亜
18 - 19歳（1989年生まれ）。現代編において「クイーン」の力と称号を受け継いだ少女。紋章の位置は真夜に準ずる。当初は自分がクイーンであることを知らず、健吾が合コンを開いた焼き肉屋「ふじ咲」でアルバイトをしていたことから、渡たちと知り合うこととなる。第21話より登場。
優しいが極端に人見知りをする気弱な性格で、他人の前ではまともに会話が出来ず、他人の頼みや勧誘を断れず周囲に流されてばかりいる。また、人前で極度に緊張してしまうためドジや失敗も多く、あまりのミスの多さに焼き肉屋のアルバイトもクビにされている。かつて同じように他人とのコミュニケーションが苦手だった渡とは互いに惹かれあい、彼や恵の協力のもとで少しずつ自分を変えるために、弁当屋の配達のバイトに転職するなど努力するが、ビショップとの接触や糸矢への憎悪からクイーンとして覚醒してしまう。
一時は自分の使命に苦悩し、渡が敵である存在のキバと知って葛藤するが、渡がファンガイア（と人間のハーフ）であることも知って「渡が太牙を倒して、キングになればいい」という考えを持つようになり、渡に太牙を殺害するように迫る。さらに、自分の愛する対象が人間でないと知ったからか、裏切り者のファンガイアの抹殺を積極的に行うようになる。
渡が太牙を殺害しようとしないため、（一方的な要求であったにもかかわらず）「約束」などの言葉を持ち出し殺害を再度迫るものの、渡がそれを行わないため、ついには自らの手で太牙を殺害しようとする。太牙との結婚式でそれを実行に移し、太牙に重傷を負わせるが、自分を愛する太牙を殺すことができず、キバにとどめをさされそうになったサガをかばって負傷して崖下に転落した後、ビショップによってとどめをさされ、駆け付けた渡に看取られ、彼との結婚の幻想に浸りつつ死亡する。ビショップは渡が駆けつける直前に姿を消したため、渡は「自分が深央を殺してしまった」と思い込んで苦しんだ挙句、「自分の誕生を阻止し、深央を殺した事実を帳消しにする」ために1986年に向かうことになる。しかしその後、渡の前に幻影として現れ、彼を立ち直らせるきっかけとなる。

パールシェルファンガイア（深央）
深央の本来の姿であり、アクアクラスに属する真珠貝を彷彿させるファンガイア。真名は「独房のようなドレス」。
真夜の変身する個体よりもやや小型で、体色は青、襟の内側が金色、背中から生えている翼の色は黒という外観上の差異がある。
真夜と全くの同一種であるため、キバ（エンペラーフォーム）とも互角に渡りあうほどの戦闘能力を有しているが、深央はその力をスポイルしている。
『スーパーヒーロー大戦Z』では、スペースショッカーの怪人として登場。
- デザインモチーフはフラミンゴ。装飾はただの立体物ではなく、レリーフとなっている。

真夜（）
演 - 加賀美早紀
過去編において「クイーン」の名と称号を持っていた妖艶な女性。フード付きの黒いゴシックなファッションに身を包む。過去編の段階で当時のキングの間に息子の「太牙」がいる。そして音也と出会い「渡」を生む。これが後々の因縁へと続く。第20話より登場。
女性と見れば口説きにかかる音也が初対面で言葉を失ってしまうほどの美貌の持ち主。役割は次代の世継ぎを生み、「人間と結ばれてはならない」というファンガイアの掟を破る者を抹殺する使命を持つ死刑執行人（パニッシャー）。紋章は左の掌にあり、そこから発する「制裁の雷」と呼ばれる光で相手を消失させる。これを使用する際には周囲が闇に包まれて夜になり、赤い月が出るという特徴がある。ルークが一歩引いた対応をするほどの実力の持ち主で、人間態のままでも瞬間移動や傷を一瞬で治すなどの能力を有しており、一族の間では「輝ける闇」と呼ばれ畏怖されていた。
温厚かつ奔放な性格だが、危機を目の前にしても一歩も退かず、冷静に自分の考えを話す芯の強さを併せ持つ。人間を愛したファンガイアを処刑する職務を執行してはいたが、それはあくまで地位に従っていただけでファンガイアと人間を特に区別はしておらず、人間については「私に言わせれば、人間も（ファンガイアやウルフェン族同様に）化け物」と論評しており、また自らがファンガイアであることを音也に明かした際も、それがどうでもいいことであるかのような態度を取っている。芸術に関しては音也にも負けない情熱を持っており、その場を汚す者に対しては憤りを見せる。特にバイオリンに関しては、演奏を300年前にヴィヴァルディに、製作をストラディバリから指導されたと自称し、両者においてそれに恥じない腕前を持つ。
過去編では、人間を愛するファンガイアが後を絶たないことから人間と愛情について興味を抱き、それを知るために偶然出会った音也と接触する。彼と心を通わせるようになり、彼に世界に1つしかない彼だけのバイオリンを作ることを提案し、共に「ブラッディローズ」を製作する。そして互いに抱く感情がまぎれもない愛であることに気付くが、それに憤ったキングの手によってファンガイアとしての力を奪われてしまう。
音也の死を看取った後は太牙を嶋に預け、ある程度成長した渡を音也の家に残して姿を消す。この間の彼女の行動は謎に包まれ、詳しいことは明かされていない。現代編では右目を失い、一族に狙われながら人目を忍んで、隠遁生活を山奥で送る身であるが、このような生き地獄を本人は後悔していないらしい。
音也からキバットバットII世を預かっていたが太牙に襲われ、キバットバットII世もついて行ってしまう。しかし、優しい心を持つ太牙のおかげで殺されはしなかった。
最終話（FINALE）で再生バットファンガイアを倒した渡と太牙の前に現れ、兄弟の絆を大切にするように2人を諭し、彼らの仲直りの意図を込めて興じたケンカを温かく見守る。

パールシェルファンガイア（真夜）
真夜の本来の姿であり、アクアクラスに属する真珠貝を彷彿させるファンガイア。真名は「冷厳なる女媧の血族」。
深央の変身する個体よりもやや大型で、体色はピンク、背中から生えている翼の色は黄金という外観上の差異がある。
他のファンガイアと比べるとやや小型だが、その能力には計り知れないものがある。女性型でありながら、重戦車を片手で持ち上げるほどのパワーと戦闘機をも凌ぐスピードを誇る。身体前部から真珠型の弾丸パールバレットを無数に撃ち出すことが可能で、さらに真珠型の炸裂弾を頭上に王冠状に展開し標的の周囲を覆い、一斉射出して弾丸を炸裂させることで標的を一撃で粉砕するクイーンズ・デスパールという技を使用する。
- 現場処理のため、デザイン画は存在しない。

ビショップ
演 - 村田充
「ビショップ」の称号を持つ、丸眼鏡と黒いロングコートを着用する長身痩躯の男。紋章は左手の甲にあり、そこから発する光で物質を消滅させる。第25話より登場。
「全てのファンガイアの在り方の管理」が使命で、クイーンやキング直属の側近を中心に様々な活動を行う。知略に長けた策略家であり、普段は飄々としているが、その本性は目的に利用できるものは全て利用しようとする傲慢な性格。時には太牙や深央が望んでいない選択を強要し、彼らの始末すらやむなしという考えも持つ。ゆえに他者には立場の上下を問わず常に慇懃無礼な態度をとる。立場上、一族に伝わるファンガイア復活などの知識や魔術を多く修得している。ファンガイアの本能を覚醒させることも可能であり、太牙の命令によりキバに一度使用する。過去編では真夜の代わりに太牙の教育係をしていたが、多忙のためいなくなることが多かった。
現代編において、ファンガイアの新たなる「キング」を迎え入れる下準備として、現在のクイーンの覚醒を画策。その力を受け継いだ深央に接近して彼女に助言を行うと同時に、恵を愛していたことから裏切り者とみなした糸矢に深央を襲わせることで、防衛本能から彼女の力を覚醒させる。戦闘力も高く、主に現代編でたびたびイクサと激戦を繰り広げる。
後に深央が太牙を襲撃したことで彼女を裏切り者と判断し、秘密裏に深央を処刑する。しかし、その太牙に良かれと考えての独断行動は、逆に太牙の逆鱗に触れる結果となり、殺されそうになる。その仕打ちに太牙から離反、本性を露わにして彼をキングの座から引きずり降ろし、先代キングを再び蘇らせようと多数のファンガイアを復活させて操り、ライフエナジーを集め始める。
終盤、大勢のファンガイアを引き連れて渡と太牙を襲撃するが、乱入してきた名護の変身したライジングイクサと交戦となる。名護の視力低下に気付いて優位に立つが、彼と恵とのコンビネーションの前に敗北、最後は自分のライフエナジーをキング復活の糧として消滅する。

スワローテイルファンガイア
ビショップの本来の姿であり、インセクトクラスに属するアゲハチョウを彷彿させるファンガイア。真名は「禁欲家と左足だけの靴下」。
身軽な動きで相手を撹乱する頭脳プレイを得意とし、体細胞から生成した剣と口から吐き出す炸薬燐粉を武器に戦う。
『仮面ライダーディケイド』では、ワタル親衛隊として登場している。その後、先代のファンガイアの王として登場するビートルファンガイアに仕える。
- デザインモチーフは白鳥。頭の白鳥はザ・ドリフターズの衣装のイメージを踏襲している。劇中に登場したファンガイアでは唯一の左右非対称である。ルークと同様の白と黒の色のバランスとなっており、石膏像を付けている。バタフライオルフェノク同様、サナギのイメージでずっと動かさない左腕を描き、何かを隠し持っているようにしている。

ルーク
演 - 高原知秀
「ルーク」の称号を持つ、筋骨隆々とした肉体の男。紋章は右手の甲にあり、過去編では同じ刺繍がされた革ジャンを着ている。本来の姿に戻らなくても相当な腕力を誇り、口からロケットクローを射出する能力を持つ。「俺は、○○する」と自分の行動を宣言する癖がある。第15話より登場。
「他種族の殲滅」の率先する使命を帯びるファンガイア最強の戦士。そのため時折ビショップと接触して彼から一族の情報を提供されていた。またキングの護衛者であり、「王家に仇名すものから王の血脈を守り打ち滅ぼす」使命を持つ。
「面白いこと」を求め、自分で設定したルールと制限時間に従って人間を襲う「タイムプレイ」を延々と行い、ゲーム感覚で人間のライフエナジーを捕食する。その過程で茜やウルフェン族（次狼を除く）を全て殺害しており、ゆりと次狼には激しい憎悪を抱かれている。基本的には自分のゲームの支障にならない限りターゲット以外は襲わず、ゲームの結果で自分に褒美や罰を与える。
過去編では数多くのタイムプレイをしながら、音也を始め次狼やゆりと戦闘を行ってきた。最終的に変身者に多大な身体的負担をかけるイクサの特性を利用したゆりの作戦により、イクサに長時間変身した後、満足に動けないほど弱体化してしまう。彼女の変身したイクサのブロウクン・ファングを右肩に受け重傷を負い、22年間の永い眠りにつく。
現代編で覚醒するが、22年間眠っていたため一時的な記憶喪失で幼児性が露わとなった温厚な性格になっており、渡に「大ちゃん」と呼ばれて世話になっている。またその中で蕎麦屋の店員を助けたことからそこで働くことになる。しかしその最中に記憶を取り戻し、蕎麦屋の店主・従業員・客を殺害し、再び活動を開始する。昔と同じようにゲームに興じようとするが、思いつく限りのタイムプレイをやり尽くしてしまったため、良いことをして天国へ行けば面白いことに事欠かないと考え、善行を積もうとする。そして自分が満足するほどに善行を積み終えると今度は恵に自分を倒して天国へ行かせるよう懇願する。最期は恵が変身したイクサのイクサ・ジャッジメントを古傷となった右肩に受け、倒される。

ライオンファンガイア
ルークの本来の姿であり、ビーストクラスに属するライオンを彷彿させるファンガイア。真名は「天地開闢。産声と怒号を聞きながら」。
名の通り城壁を模した鎧のような皮膚と重戦車のようなパワーを持ち、広範囲に射出することができる指先のロケットクローを武器に戦う。他のファンガイアとはまさに次元が違うほどの実力を持ち、ガルルとイクサ、さらにはバッシャー、ドッガを同時に相手にしてもものともしない。
死んだファンガイアのオーラを集めてサバトとして召喚する能力を持つ。また、雑誌の写真などでは身の丈ほどの棍棒を武器に持っているが、本人は使用せず、後にビショップが蘇らせた再生ファンガイア軍団の中にいたライオンファンガイアが使用している。
『仮面ライダーディケイド』では、キング親衛隊として登場している。『レッツゴー仮面ライダー』では、ショッカーの怪人軍団の怪人として登場。1号、2号、NEW電王、オーズを救うために他の悪の組織を吸収し一大勢力となったショッカーの怪人連合を倒すべく、人々の思いを受けて他の仮面ライダーたちと共に登場した仮面ライダーキバにショッカーの怪人軍団の怪人として登場したクラブファンガイアと共に戦ったが、キバのザンバットソードに圧倒される。
- デザインモチーフはドードー。ルークにはロック鳥という意味合いもあるが、ロック鳥は図鑑には載っていない想像上の産物の鳥であるため、ドードー鳥がモチーフに選ばれた。顔の前面だけでなく、肩にも鳥を付けている。それまでに登場のファンガイアと違った雰囲気を出すため、黒い部分に使われていた装飾物を全面に持ってきて、人工物のようなものを取り込んだデザインとなっている。

### その他のファンガイア
糸矢 僚（）
演 - 創斗（現・中野裕太）
ハイテンションな口調と道化師のような大仰な動作で騒ぎ立てる長髪の男。狡猾で執念深い性格で、戦闘時などで感情が高まると、動物のハンドパペットを持ち「チューリッヒヒヒ」「ガーリッククク」と笑いを上げるのが特徴。第1話より登場。
美女のライフエナジーを好み、惚れ込んだゆりや恵を花嫁にするという目的以外には一切興味は持たず、その目的達成のため倉前昇（シープファンガイア）・シャークファンガイアと手も組んだり、逆に名護に利用されることもある。一度、名護からイクサシステムを奪って変身もしている。
過去編で自分の葬式を演出し人間を襲っていたところ、自分を倒そうとしたゆりに惚れ込み、自分の花嫁にするために執拗に付け狙う。
現代編では恵をゆりの面影と重ね、花嫁にしようと画策する。しかしそれによりビショップに裏切り者として認定され、シャークファンガイアと共に深央をクイーンとして覚醒させるための捨て駒として利用されることとなる。最期はキバのエンペラー・ハウリングスラッシュを受け致命傷を負った挙げ句、覚醒した深央に処刑される。
『仮面ライダーディケイド』でも一般市民のファンガイアとして登場する。

スパイダーファンガイア
糸矢の本来の姿であり、インセクトクラスに属するクモを彷彿させるファンガイア。真名は「光ある楽園の綺想曲」。
かなり身が軽く、口から発する強靭で高い粘着性のウェップ（糸）で相手を捕獲したり、糸を自らの体に縛りつけぶら下がり、相手に体当たりする攻撃が得意。
- デザインモチーフは顔の部分はオウム、および仮面ライダー電王ソードフォーム。当初は序盤で倒されるという想定だったため、大きな襟など動きづらそうなパーツを付けている。

大村 武男（）
　演 - 村井克行
バイオリンの修復師で見た目は非常に性格が良い男。心から音楽を愛するあまり、バイオリン製作の技術を習得した。ノイズや不協和音に非常に弱く、それを聞きすぎてしまうと理性を失って暴走し、人間を襲う傾向があることが特徴。第9話、第10話に登場する。
過去編では自分が作った名器のバイオリン「ブラックスター」がオークションでゆりに買い上げられた後、彼女のバイオリンの腕を否定した上（劇中でゆりが実際に弾いた時、彼女のバイオリンの腕は音也も「聞くに堪えない」と呆れるほど酷かったが）、それを奪い返すために彼女を襲うが返り討ちにあう。その後、バイオリンは音也の手に渡り、彼の家で演奏を聴いた後に「もう人間を襲わない」と約束するが、バイオリンの未来を案じ、それを譲ろうとしたところを音也に「（バイオリンは）俺を求めていない」と断られ、自らバイオリンをとある湖に沈める。
現代編ではバイオリン修復師として渡の住む洋館を訪ね、そこで渡にバイオリンの型の作り方を教えている。しかし雑音に対する忍耐力は相変わらず弱く、第10話の後半で工事現場で働いていた人間を襲っているところを渡に見つかり、キバに変身した渡と戦うことになる（この時、渡はわざとダークネスムーンブレイクを外した）。最期はバイオリンを沈めた湖の近くで、名護が変身したイクサのイクサ・ジャッジメントを受け致命傷を負ったところを渡に見つかり、「君のお父さんとの約束を破ってしまった。君は君だけのバイオリンを作ればいい」と言い残し、湖に向かって歩きながら砕け散る。この一件をきっかけに、渡はそれまで尊敬していた名護に対し反感を抱き、以降しばらくの間、彼と距離を置くようになる。

フロッグファンガイア
大村の本来の姿であり、アクアクラスに属するカエルを彷彿させるファンガイア。真名は「進化論の間紙に黄金比は埋葬される」。
かなり身が軽く、銃攻撃とカエルの足を模した肩部分にある玉（カエルの指先に当たる部分）を使う爆弾攻撃を得意とする。喉元の命袋にライフエナジーを蓄えることで、人間を捕食せずとも長い間生きながらえることが可能。
ファンガイアでは珍しく、泳ぐことが出来る。
- デザインモチーフはグンカンドリ。膨らんだ喉の部分がカエルに似ているため、モチーフに選ばれた。頭の処理はスパイダーファンガイアを意識している。スーツは後にカメレオンファンガイアに流用された。

サンゲイザーファンガイア
リザードクラスに属するヨロイトカゲを彷彿とさせるファンガイア。真名は「水面に連鎖する墜落の残像」。
堅牢な鎧のような鱗や両腕の盾・リザードシールドによって凄まじい防御力を誇り、パワー、スピードも最高クラスを誇る強力なファンガイア。後に太牙の命で嶋を襲撃、このファンガイアによって瀕死の重傷を負った嶋を太牙が救うという名目で、嶋と融合させられる。
『劇場版ディケイド』では怪人軍団に複数体が登場。『W&ディケイド』の『ディケイド 完結編』にもスーパーショッカーの“精鋭怪人”の1体として登場し、ネオ生命体の分身でスーパーショッカーの主要怪人として登場したドラスとの最終決戦でアギトのライダーキックによる奇襲を受けて粉砕される。『レッツゴー仮面ライダー』にもショッカーの怪人軍団の怪人として登場。
- 顔に配列された3羽の鳥のデザインモチーフはカモメ。スーツは同作品に登場するトータスファンガイアを改造した物。